# 미녀와 야수 (사운드트랙)
《미녀와 야수: 오리지널 모션 픽처 사운드트랙》(Beauty and the Beast: Original Motion Picture Soundtrack)은 디즈니의 1991년 애니메이션 영화 《미녀와 야수》의 사운드트랙이다. 앨런 멘켄이 작곡하고 하워드 애시먼이 작사한 노래와 오리지널 스코어로 구성되어 있다.
이 음반은 아카데미 상 음악상, 골든 글로브 상 음악상, 그래미 상 영화 및 텔레비전 부문 음악상을 수상하였으며, BAFTA 상 영화 음악상 후보로도 선정되었다. (댄싱 히어로가 수상)
2001년에는 사운드트랙을 영화의 IMAX 재개봉과 동시에 "스페셜 에디션"으로 재발매하였다. 이 음반은 영화의 스코어인 "변신" (Transformation)의 초기 미사용 버전, 영화에 추가된 노래 "다시 사람 되면" (Human Again), "변신" 장면에서 원래 쓰였던 스코어 (Death of the Beast [Early Version]) , "손님이 되어 주세요" (Be Our Guest)와 타이틀 노래의 데모 버전을 새롭게 수록하였다.

## 트랙 목록 (1991년 오리지널 발매)
1. Prologue (2:26)
2. Belle (5:09)
* 아카데미 상 주제가상 후보
3. Belle (Reprise) (1:05)
4. Gaston (3:40)
5. Gaston (part 2) (2:04)
6. Be Our Guest (3:44)
* 아카데미 상 주제가상 후보
7. There's Something There (2:19)
8. The Mob Song (3:30)
9. Beauty And The Beast (2:46)
* 아카데미 상 주제가상 수상 (안젤라 랜스배리)
10. To the Fair (1:58)
11. West Wing (3:42)
12. The Beast Lets Belle Go (2:22)
13. Battle on the Tower (5:29)
14. Transformation (5:47)
15. Beauty and the Beast (셀린 디온 & 피보 브라이슨) (4:04)
* 아카데미 상 주제가상 수상

### 한국어 더빙판
1. 해설 (Prologue) - 유강진
2. 벨 (Belle) - 전수경, 정민화
3. 벨 (Belle, 리프라이즈) - 전수경
4. 개스톤 (Gaston) - 김재우, 정민화
5. 개스톤 (Gaston, 리프라이즈) - 김재우, 정민화
6. 손님이 되어 주세요 (Be Our Guest) - 루미에, 미세스 포츠
7. 무엇인가 (Something There) - 전수경, 박상준, 김준, 윤형주, 윤복희
8. 군중의 노래 (The Mob Song) - 정민화
9. 미녀와 야수 (Beauty and the Beast) - 윤복희
10. 여인에게 (To the Fair, Score)
11. 서쪽 날개 (West Wing, Score)
12. 벨을 떠나 보내는 야수 (The Beast Lets Belle Go, Score)
13. 성의 전투 (Battle on the Tower, Score)
14. 변신 (Transformation, Score)
15. 미녀와 야수 (Beauty and the Beast, 듀엣) - 셀린 디온 & 피보 브라이슨
16. 미녀와 야수 (Beauty and the Beast, 듀엣) - 유열 & 이은영

## 트랙 목록 (2002년 스페셜 에디션)
1. Prologue (2:26)
2. Belle (5:09)
3. Belle (Reprise) (1:05)
4. Gaston (3:40)
5. Gaston (part 2) (2:04)
6. Be Our Guest (3:44)
7. There's Something There (2:19)
8. Human Again (4:54)
* 2002년 스페셜 에디션 IMAX판과 2002년 DVD 발매판에 새롭게 추가된 노래
9. Beauty And The Beast (2:46)
10. The Mob Song (3:30)
11. To the Fair (1:58)
12. West Wing (3:42)
13. The Beast Lets Belle Go (2:22)
14. Battle on the Tower (5:29)
15. Transformation (5:47)
16. Beauty and the Beast (Celine Dion & Peabo Bryson) (4:04)
17. Be Our Guest [Demo] (3:29)
* 이전 미공개판
18. Beauty and the Beast [Work Tape & Demo] (3:58)
* 이전 미공개판
19. Death of the Beast [Early Version] (1:29)
* 이전 미공개판 - 2002년 스페셜 에디션 IMAX판과 2002년 DVD 발매판의 엔딩 크레딧에 새롭게 추가된 음악

## 같이 보기
- Beauty and the Beast